# Dromicodryas bernieri
Dromicodryas bernieri är en ormart som beskrevs av Duméril, Bibron och Duméril 1854. Dromicodryas bernieri ingår i släktet Dromicodryas och familjen snokar. IUCN kategoriserar arten globalt som livskraftig. Inga underarter finns listade i Catalogue of Life.
Arten förekommer på Madagaskar med undantag av nästan hela östra delen av ön. Där finns bara en begränsad population. Dromicodryas bernieri föredrar låglandet. Habitatet utgörs främst av torra skogar, buskskogar och savanner. Nära insjöar hittas den även i fuktiga landskap. Individerna är aktiva på dagen och vistas främst på marken.